# Titolo di città in Germania
Le leggi cittadine tedesche (Deutsches Stadtrecht) o leggi municipali tedesche (Deutsches Städtewesen) costituivano un insieme di privilegi di città antichi basati sui diritti di Magdeburgo sviluppati da Ottone I. La legge di Magdeburgo divenne l'ispirazione per le carte regionali della città non solo in Germania, ma anche nell'Europa centrale e orientale che le modificarono durante il Medioevo. La legge cittadina tedesca (basata sui diritti di Magdeburgo) fu usata nella fondazione di molte città e villaggi tedeschi a partire dal XIII secolo.

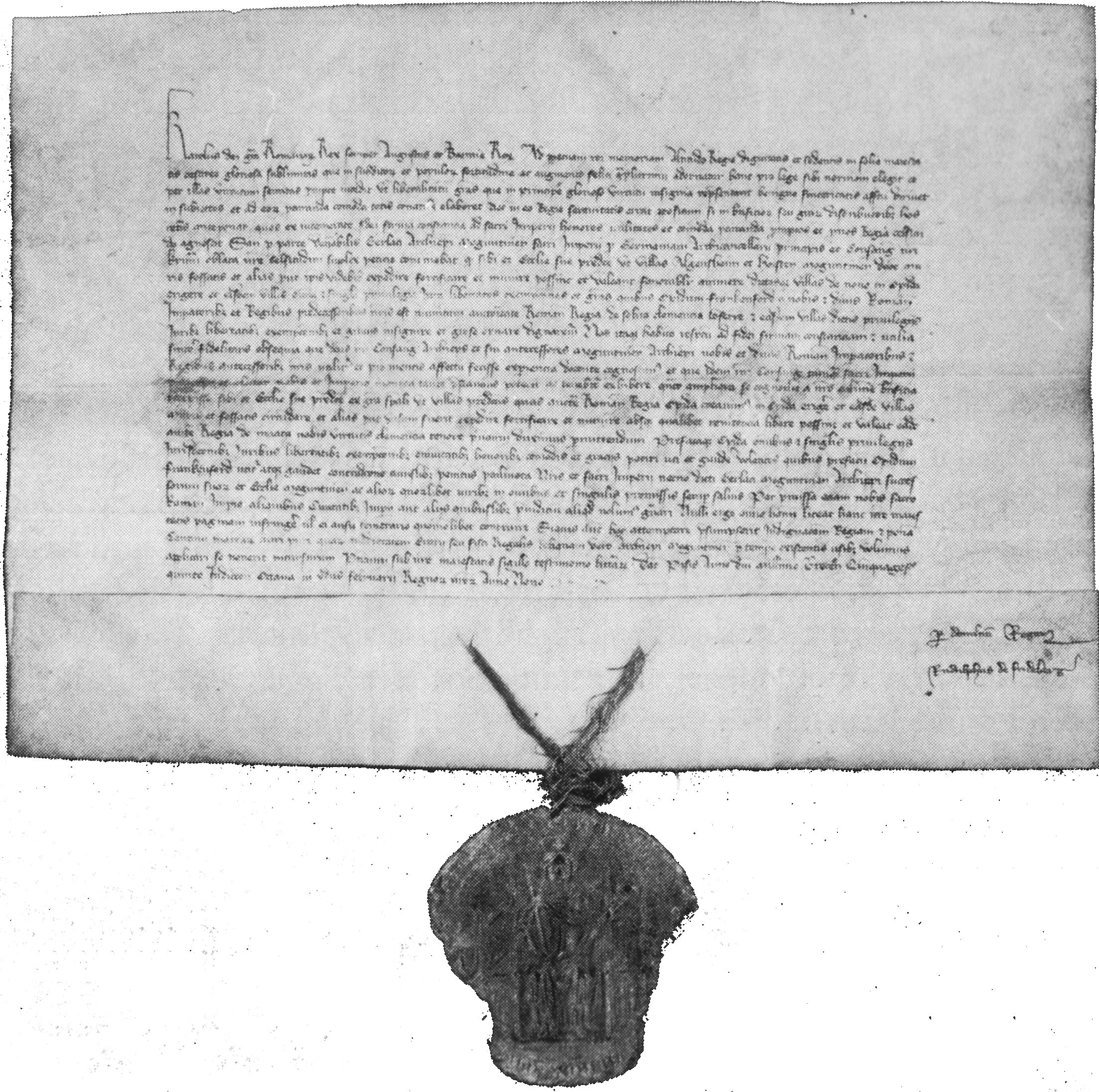
Carta comunale per Höchst sul Meno e Gau-Algesheim dell'11 febbraio 1355

## Storia
Quando i tedeschi iniziarono a fondare città in tutto il nord Europa già nel X secolo, ricevettero spesso privilegi di città che garantivano loro l'autonomia dai governanti civili o religiosi locali. Tali privilegi includevano spesso il diritto all'autogoverno, all'autonomia economica, ai tribunali penali e alla milizia. Le leggi cittadine furono copiate più o meno interamente dalle città vicine, come le città della Westfalia quali Soest, Dortmund, Minden e Münster. Quando i tedeschi iniziarono a stabilirsi ad est, i coloni modellarono le leggi della loro città sulle leggi preesistenti del XII secolo di Colonia a ovest, Lubecca a nord (legge di Lubecca), Magdeburgo ad est (diritti di Magdeburgo) e Norimberga o Vienna a Sud. 
La concessione dei diritti di città tedeschi, modellati su una città esistente verso una nuova città, considerava il modello originale come un Rechtsvorort, o più o meno un garante legale della città appena creata. Ad esempio, Magdeburgo divenne il garante delle città usando i diritti di Magdeburgo, e i suoi giudici laici potevano governare, in casi legali ambigui, nelle città che usavano tali diritti. Alcuni diritti di città divennero noti con nomi diversi, sebbene originariamente provenissero dalla stessa fonte; il nome di alcune varianti di città indica il Rechtsvorort da cui erano nate, non necessariamente quello specifico stile di diritti originato dal Rechtsvorort. Poiché i confini territoriali cambiarono con il passare del tempo, le modifiche ai diritti delle città tedesche furono inevitabili. 

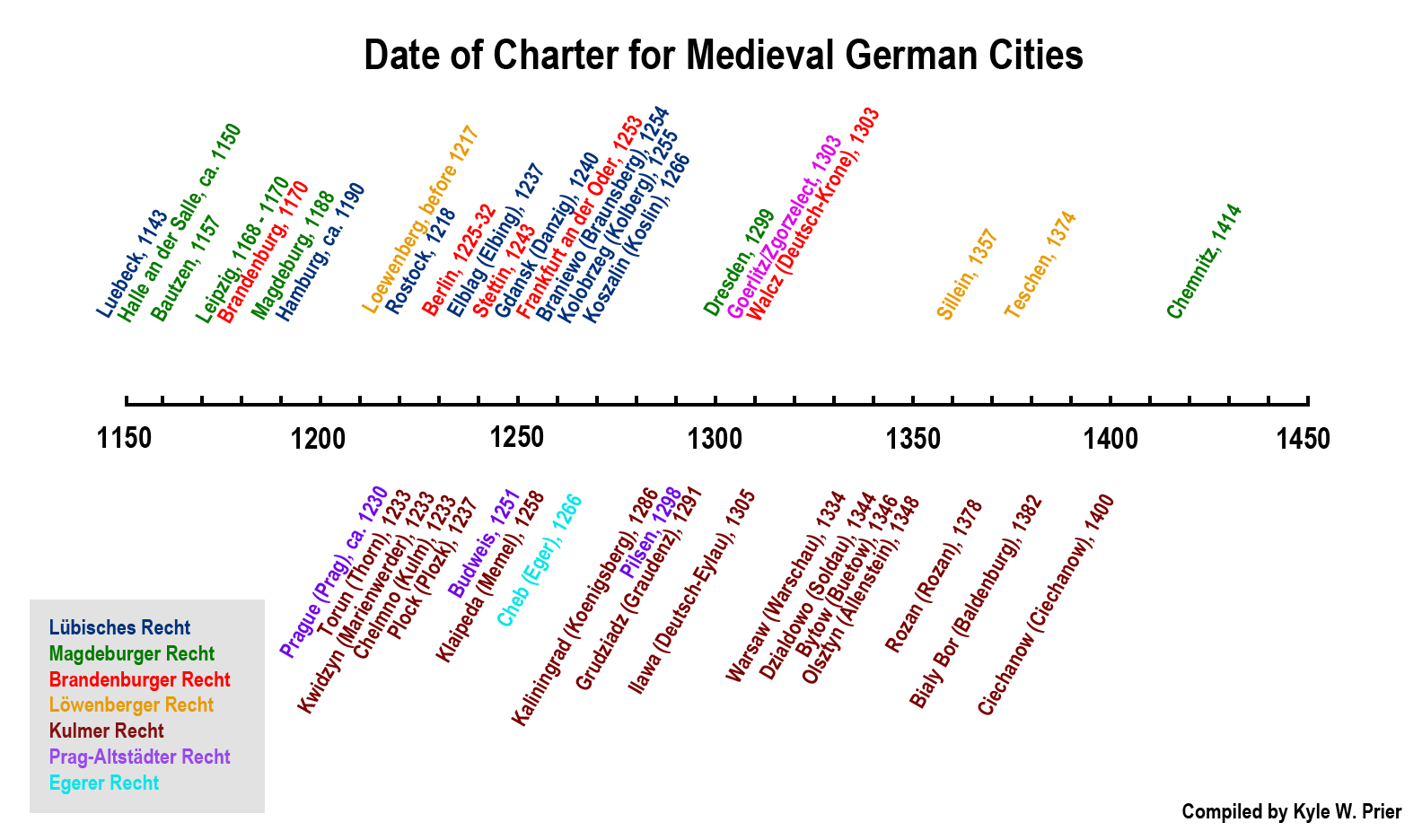
Cronologia delle città tedesche medievali raggruppate per tipo.

Nel corso dei secoli XV, XVI e XVII, le leggi cittadine di molti luoghi furono modificate secondo il diritto romano da esperti legali. Alla fine, le leggi delle città più antiche, insieme all'autonomia e alla giurisdizione locali, lasciarono il posto ai governanti territoriali terrieri. Con la Reichsdeputationshauptschluss del 1803, quasi tutte le 51 città reichsfrei del Sacro Romano Impero furono mediate dai principi territoriali; le restanti città libere imperiali di Francoforte, Brema, Amburgo e Lubecca divennero città-stato sovrane. I soli resti dei diritti delle città medievali (statuti) inclusi nel Bürgerliches Gesetzbuch del 1º gennaio 1900 erano singoli articoli riguardanti le leggi sulla famiglia e sulle successioni. Le città di Amburgo, Brema e Berlino sono attualmente amministrate da Landesrechte o dalle leggi degli stati federali della Germania. 
Molte città con diritti di città tedesche esistevano già da qualche tempo, ma la concessione della legge cittadina codificò lo status legale dell'insediamento. Molte località europee datano le loro fondamenta alla ricezione di una carta cittadina, anche se in precedenza erano esistite come insediamento.

## Espansione
La legge tedesca sulle città fu frequentemente applicata durante l'Ostsiedlung dell'Europa centrale e orientale dai coloni tedeschi a partire dall'inizio del XIII secolo. Poiché molte aree erano considerate sottopopolate o sottosviluppate, i governanti locali offrivano privilegi urbani ai contadini delle terre tedesche per indurli a immigrare verso est. Alcune città che ricevettero una patente di legge tedesca erano basate su insediamenti preesistenti, mentre altre furono costruite ex novo dai coloni. Molte città si formarono in concomitanza con l'insediamento di comunità rurali vicine, ma i diritti urbani delle città furono gelosamente custoditi. Inizialmente la legge cittadina tedesca era applicata solo ai tedeschi etnici, ma gradualmente nella maggior parte delle località tutti gli abitanti delle città venivano considerati cittadini, indipendentemente dall'origine etnica. 

### Legge di Lubecca
La legge di Lubecca si diffuse rapidamente tra gli insediamenti marittimi lungo la costa meridionale del Mar Baltico e fu utilizzata nel nord del Meclemburgo, nella Pomerania occidentale e in parti della Pomerelia e della Warmia. Costituì la base della legge di Riga, utilizzata per alcune città nelle terre dell'Ordine livoniano in Livonia, Estonia e Curlandia. 

### Legge di Magdeburgo
La legge di Magdeburgo era popolare nella Marca di Meißen e nell'Alta Sassonia ed era la fonte di diverse varianti, tra cui la legge di Neumarkt-Magdeburgo (Środa Śląska), ampiamente utilizzata nell'Alta Slesia, e la legge di Kulm, usata nel territorio dei Cavalieri Teutonici in Prussia e lungo la Vistola inferiore nella Pomerania orientale. Altre varianti includevano la legge di Brandeburgo, Litoměřice e Olomouc. 

### Legge di Litoměřice
La legge di Litoměřice e i codici basati su quella di Norimberga, come la vecchia Praga e la legge Cheb, furono introdotti in Boemia durante il regno di re Venceslao I, mentre i coloni tedeschi introdussero la legge di Brünn (Brno) e Olmütz (Olomouc) in Moravia. La legge della Germania meridionale, ampiamente riferita ai codici di Norimberga e Vienna, fu usata in Baviera, Austria e Slovenia e fu introdotta nel Regno d'Ungheria durante il regno di re Béla IV. La legge di Jihlava era una variante usata frequentemente dalle comunità minerarie in Boemia, Moravia, montagne dell'Alta Ungheria e Transilvania. Altre leggi cittadine erano adattate o modificate solo per conformarsi alle condizioni locali, come le leggi Głubczyce, Görlitz, Goslar, Lüneburg, Lwówek Śląski, Nysa, Spiš e Székesfehérvár. 

### Legge di Neumarkt
A seguito del regno del re Casimiro III di Polonia, numerose città furono istituite con la legge cittadina di Neumarkt in tutto il Regno di Polonia nel XIV secolo, specialmente in Masovia, in Galizia e in Volinia. Molti insediamenti sassoni della Transilvania, in particolare nelle regioni di Altland, Burzenland e Nösnerland, ricevettero la legge della città della Germania meridionale nel XIV secolo. 
Nel XV secolo, molte città del Granducato di Lituania furono definite con la legge cittadina di Neumarkt utilizzata in gran parte della Polonia, sebbene ciò avvenisse attraverso la duplicazione dei metodi amministrativi polacchi invece della colonizzazione tedesca. Nel XVI secolo il Granducato di Mosca concesse o riaffermò i diritti di Magdeburgo su varie città lungo il Dnepr acquisite dalla Confederazione polacco-lituana. Dopo le spartizioni della Polonia, la legge di Magdeburgo continuò ad essere utilizzata nell'Impero russo occidentale fino al 1830.